# Medaglia per la difesa di Mosca
La medaglia per la difesa di Mosca è stata un premio statale dell'Unione Sovietica.

## Storia
La medaglia venne istituita il 1º maggio 1944.

## Assegnazione
La medaglia veniva assegnata ai partecipanti alla difesa di Mosca.

## Insegne
- La medaglia era di ottone. Il dritto raffigurava il muro del Cremlino, davanti al muro in basso al centro, vi era un carro T-34, con un gruppo di soldati su di esso, al di sotto vicino al bordo inferiore della medaglia, vi era in rilievo una stella a cinque punte al centro di una corona di alloro. Alla sinistra del carro, vi era l'immagine in rilievo del monumento a Minin e Pozharsky, e alla destra, una torre Cremlino. Oltre le mura del Cremlino, vi era la cupola del palazzo del Senato con un martello e la bandiera sovietica sul tetto, nel cielo, vi erano cinque aerei da combattimento in volo verso sinistra. Lungo la circonferenza superiore della medaglia, l'iscrizione rilievo in caratteri evidenti, "PER LA DIFESA DI MOSCA" (Russo: «ЗА ОБОРОНУ МОСКВЫ»). Sul retro nella parte superiore, l'immagine in rilievo della falce e martello, sotto l'immagine, la scritta su rilievo tre righe "PER LA MADREPATRIA SOVIETICA" (Russo: «ЗА НАШУ СОВЕТСКУЮ РОДИНУ»).
- Il nastro era rosso con tre strisce bianche.